# Граведона
Граведона, Ґраведона (італ. Gravedona) — колишній муніципалітет Італії, у регіоні Ломбардія,  провінція Комо. У 2011 році був об'єднаний з муніципалітетами Джермазіно і Консільйо-ді-Румо в єдиний муніципалітет Граведона-ед-Уніті.
Граведона була розташована на відстані близько 540 км на північний захід від Рима, 80 км на північ від Мілана, 45 км на північний схід від Комо.
Населення — 2779 осіб (2010).
Покровитель — San Vincenzo.

## Демографія
Населення за роками:
Станом на 31 грудня 2010 року в муніципалітеті офіційно проживало 138 іноземців з 24 країн, серед них 60 громадян країн Євросоюзу та 7 громадян України.

## Сусідні муніципалітети
- Коліко
- Консільйо-ді-Румо
- Домазо
- Доссо-дель-Ліро
- Пельйо